# Đồng hồ nước

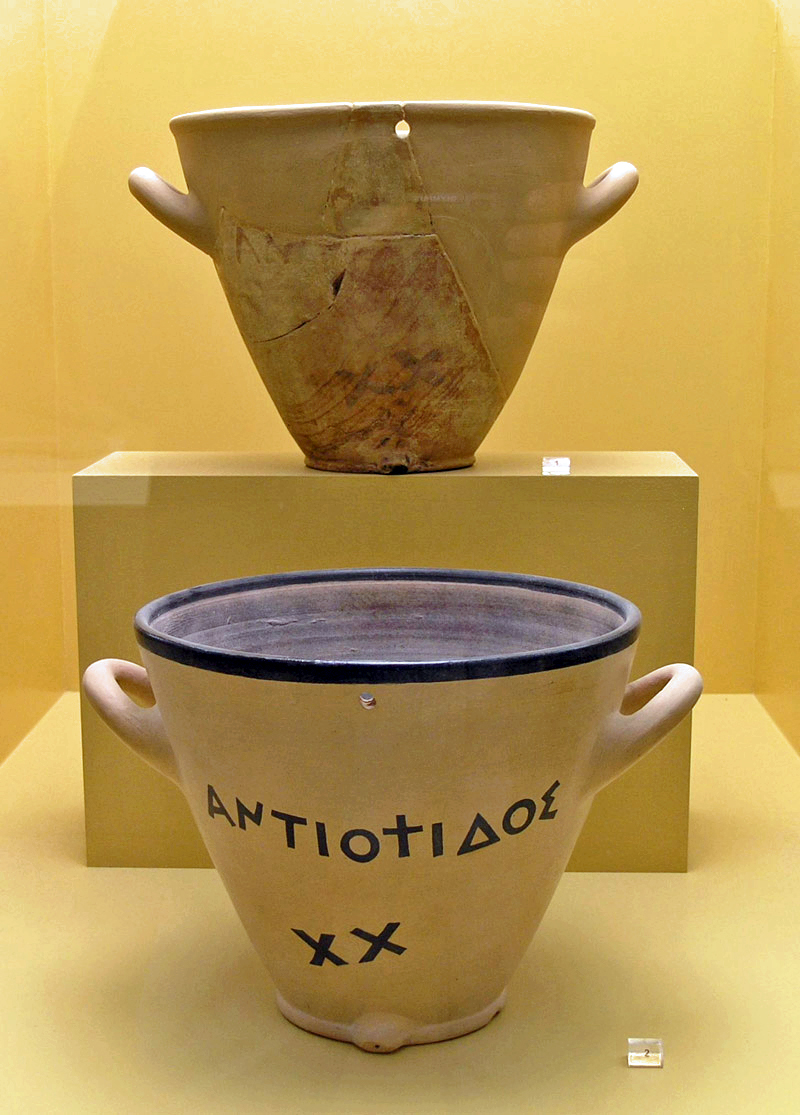
Một đồng hồ nước bằng đất gốm khoảng cuối thế kỷ thứ 5 trước Công nguyên tại Athen.

Đồng hồ nước là tên gọi các loại đồng hồ đo thời gian bằng thời gian chảy của một lượng chất lỏng định trước. Thường đồng hồ nước có hai bộ phận chính là bộ phận chứa nước và bộ phận hứng. Những người đầu tiên trên thế giới sử dụng đồng hồ nước là người Hy Lạp cổ đại. Họ phát minh ra đồng hồ nước để dùng khi mà đồng hồ mặt trời không hoạt động được (do thiếu ánh mặt trời chẳng hạn).
Đồng hồ nước và đồng hồ mặt trời có thể được xem như là những dụng cụ đo thời gian cổ xưa nhất, và người ta vẫn chưa khám phá ra thời gian địa điểm phát minh ra nó lần đầu tiên. Đồng hồ nước hình bát là hình thức đơn giản nhất từng được biết đến đã tồn tại ở Babylon và Ai Cập trong khoảng thế kỷ 16 trước Công nguyên. Các nơi khác trên thế giới, bao gồm cả Ấn Độ và Trung Quốc, cũng xuất hiện các bằng chứng của đồng hồ nước thời kỳ đầu, nhưng thời điểm nó xuất hiện lần đầu không chắc chắn. Tuy nhiên, một số tác giả cho rằng đồng hồ nước xuất hiện ở Trung Quốc vào những khoảng năm 4000 trước Công nguyên.